# Rachel Chagall
Rachel Chagall, właściwie Rachel Levin (ur. 24 listopada 1952 w Nowym Jorku) – amerykańska aktorka filmowa i telewizyjna, nominowana do nagrody Złoty Glob dla najlepszej aktorki w filmie dramatycznym, za tytułową rolę w filmie „Gaby. Historia prawdziwa”.

## Życiorys
Urodziła się w rodzinie żydowskiej w Nowym Jorku, jako Rachel Levin. W latach 90. przyjęła nazwisko Chagall, ponieważ w przemyśle filmowym funkcjonowała już inna Rachel Levin.
Zadebiutowała w 1987 rolą Gaby w filmie „Gaby. Historia prawdziwa”, za którą otrzymała nominację do Złotego Globu dla najlepszej aktorki dramatycznej. W 1990 zagrała drugoplanową rolę Rachel Horowitz w „Białym pałacu”. Od 1993 do 1999 występowała w sitcomie „Pomoc domowa” jako Valerie Toriello, przyjaciółka głównej bohaterki. W kolejnych latach pojawiała się w drugoplanowych lub epizodycznych rolach w amerykańskich filmach i serialach. W 2006 wycofała się z życia zawodowego.
Jest zamężna z Gregiem Lenertem, mają dwoje dzieci: Eve i Jonaha.

## Filmografia
- 1987 − Gaby. Historia prawdziwa, jako Gabriella Brimmers
- 1990 - Biały pałac, jako Rachel Horowitz
- 1993−1999 - Pomoc domowa, jako Valerie Toriello
- 1995 − Kolacja z arszenikiem, jako aktywistka przeciwko aborcji
- 1998 - The Simple Life, jako ona sama
- 2001 - Odessa or Bunt, jako agentka
- 2001 - Ja się zastrzelę, jako ciotka Mindy
- 2004 - Strong Medicine, jako Renee Edwards
- 2004 - The Nanny Reunion: A Nosh to Remember, jako ona sama
- 2006 - Siostrzyczki, jako czekoladowa dama